# کیلوبایت

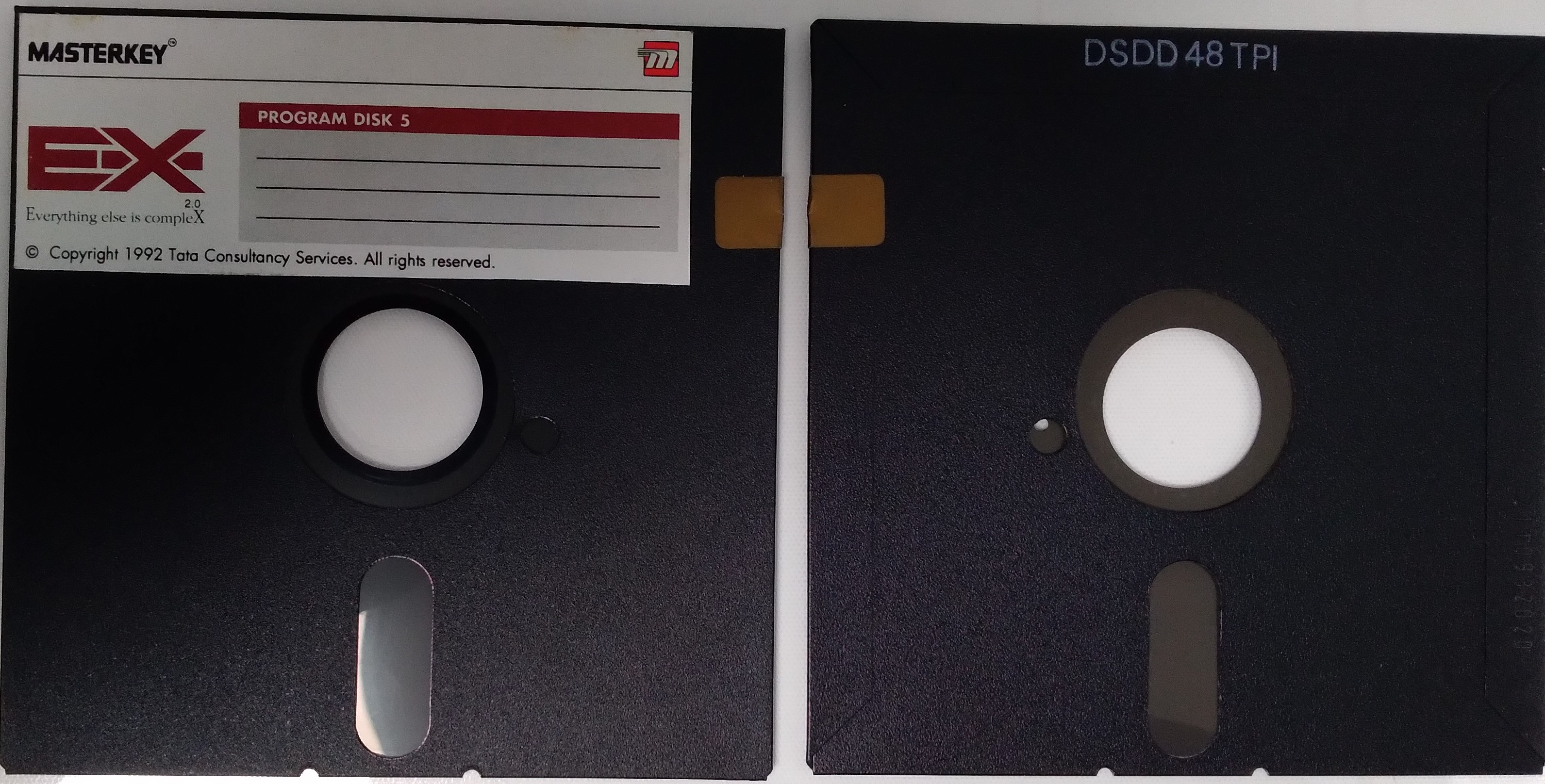
inch Floppy disk

کیلوبایت (به انگلیسی: kilobyte) یا KB، یکای اطلاعات و ذخیره‌سازی در رایانه است. این واژه از پیشوند کیلو (به معنی ۱۰۰۰) و واژه بایت تشکیل شده‌است. هر کیلوبایت، بسته به مفهوم برابر با ۱۰۰۰ بایت (۱۰۳) یا ۱۰۲۴ بایت (۲۱۰) است.
علامت کوتاه شدهٔ این یکا از این قبیل هستند: KB, kB, K و Kbyte

## ابهام
گرچه تعریف رسمی کیلوبایت در منابع برابر ۲۱۰ منظور شده‌است
، اما در منابع فنی قدیمی‌تر و همین‌طور امروزه گاهی در کاربرد عام و برای راحتی آن را برابر ۱۰۰۰ بایت نیز در نظر گرفته‌اند. دلیل این ابهام این است که در صنعت رایانه، برای ذخیره‌سازی اطلاعات از «صفر» و «یک» استفاده می‌شود و برای نشانی‌دهی به محل ذخیره‌سازی آن‌ها نیز مبنای دو و دستگاه اعداد دودویی به کار گرفته می‌شود. علت استفاده از ۱۰۰۰ نیز به دلیل راحتی محاسبات ظرفیت انباره‌های ذخیره‌سازی به صورت مضربی از عدد ۱۰۰۰ است. در نتیجه اندازه‌های حافظه مضرب صحیح از هزار می‌شوند. به دلیل این که ۲۱۰ برابر با ۱۰۲۴ (تقریباً ۱۰۰۰) است، علامت K (حرف بزرگ، برای کیلو) به عنوان یک پیشوند تقریبی برای یکاهای مضرب ۱۰۲۴ در گنجایش حافظه‌ها استعمال می‌شود. به عنوان مثال:
- در سال ۱۹۷۴ میلادی، در مستندات کامپیوتر HP 21MX ظرفیت ۱۹۶٬۶۰۸ بایت (یعنی ۱۹۲ * ۱۰۲۴) را ۱۹۶ کیلوبایت ثبت کرده‌است.[۴]
- فلاپی دیسک پنج و یک چهارم اینجی «شوگارت» (به انگلیسی: Shugart) که در سال ۱۹۷۶ ساخته شد، ظرفیت ۱۰۹٬۳۷۵ را به صورت ۱۱۰ کیلوبایت منظور کرده بود. یعنی تقریباً از مضرب ۱۰۰۰ استفاده کرده بوده‌است.[۵]
- در روزگار نوین هم مک اواس ایکس اسنو لئوپارد فایل‌های ۶۵٬۵۳۶ بایتی را ۶۶KB به حساب آورده‌است.[۶]؛ یعنی به نزدیک مضرب هزار گرد کرده‌است. از سوی دیگر، ویندوز ۷ شرکت مایکروسافت همین عدد را به ۱۰۲۴ تقسیم و آن را ۶۴KB در نظر گرفته‌است.[۷]

برخی پیشنهاد دادند که حرف بزرگ K برای تمییز دادن از یکای k در سامانه استاندارد بین‌المللی یکاها (به انگلیسی: SI System) استفاده شود. اما این نظر هیچ وقت به‌طور رسمی پذیرفته نشد. به این دلیل که برای یکاهای به خصوص دیگر بسط پذیر نیست، چرا که سیستم SI قبلاً برای «میلی» و «مگا» به ترتیب «m» و «M» را استفاده کرده‌است. 